# Irish Singles Chart
Irish Singles Chart (Bảng xếp hạng đĩa đơn Ireland) là bảng xếp hạng đĩa đơn tiêu chuẩn của công nghiệp âm nhạc Ireland, được phát hành hàng tuần bởi Irish Recorded Music Association (Hiệp hội thu âm âm nhạc Ireland) và biên soạn đại diện cho IRMA bởi công ty Official Charts Company. Xếp hạng dựa trên doanh số, được sưu tập qua các dữ liệu đếm bán lẻ điện tử hàng ngày từ hệ thống EPOS của người bán lẻ. Hiện tại, tất cả cửa hàng đĩa chính và trên 40 nguồn cung cấp dữ liệu độc lập cho bảng xếp hạng, chiếm trên 80% thị trường, theo Chart-Track. Bảng xếp hạng đĩa đơn được phát hành lần đầu ngày 1 tháng 10 năm 1962.

## Thành tích của bảng xếp hạng
Tất cả thông tin là từ năm 1962 đến nay và không bao gồm các bảng xếp hạng in trong tờ Evening Herald., 
| - Dickie Rock & The Miami Showband – "Every Step of The Way 1965" 1. 21 - U2 2. 14 - Westlife 2. 13 - The Beatles 4. 12 - ABBA 5. 9 - Boyzone - Cliff Richard - Michael Jackson - Madonna 8. 8 - Eminem - Dickie Rock và The Miami Showband - Elvis Presley - Britney Spears 13. 7 - Dustin citation needed - Kylie Minogue 15. 5 - Shakira - Black Eyed Peas | 1. 18 tuần - "Riverdance" – Bill Whelan 2. 13 tuần - "Put 'Em Under Pressure" – Republic of Ireland Football Squad 3. 12 tuần - "I Gotta Feeling" – Black Eyed Peas 4. 11 tuần - "Nothing Compares 2 U" – Sinead O Connor - "Bohemian Rhapsody" – Queen - "(Everything I Do) I Do It for You" – Bryan Adams 7. 10 tuần - "Mull of Kintyre" – Wings - "Maniac 2000" – Mark McCabe 9. 9 tuần - "From a Jack to a King" – Ned Miller - "All Kinds of Everything" – Dana - "You're the One That I Want" – John Travolta và Olivia Newton-John - "Do the Bartman" – The Simpsons - "Think Twice" – Celine Dion - "Where Is the Love?" – Black Eyed Peas - "Hips Don't Lie" – Shakira hợp tác với Wyclef Jean - "I Useta Lover" – The Saw Doctors |